# Karl Arno Pfeiff

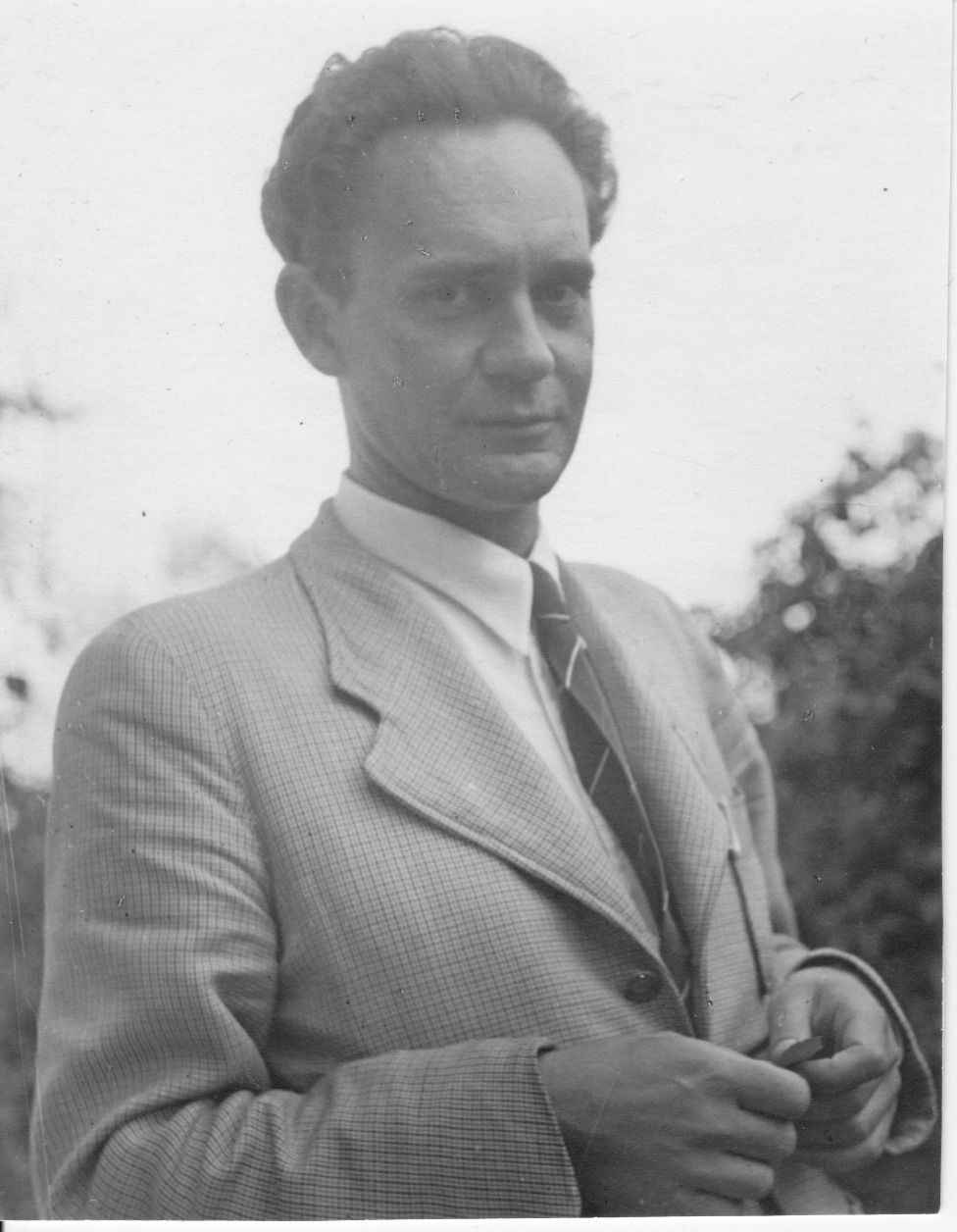
Karl Arno Pfeiff

Karl Arno Pfeiff (* 1909 in Ober Leschen bei Sprottau (Schlesien); † 1997) war ein deutscher Klassischer Archäologe und Altphilologe.
Pfeiff studierte Klassische Archäologie und Klassische Philologie und wurde 1939 an der Universität Frankfurt bei Ernst Langlotz mit einer Dissertation Die Wandlung des Apollonbildes in der griechischen Gefässmalerei bis zum Jahre 460 promoviert. 1940/1941 erhielt er das Reisestipendium des Deutschen Archäologischen Instituts, das er jedoch infolge des Krieges nicht antreten konnte. Von 1942 bis 1943 war er Assistent an der Abteilung Athen des Deutschen Archäologischen Instituts. Nach dem Krieg war er Lehrer am Beethoven-Gymnasium Bonn.
Neben einem Buch zur Ikonographie des Apollon trat er vor allem mit Übersetzungen von Werken des Aischylos, Sophokles, Pindars und der Homerischen Hymnen hervor.

## Veröffentlichungen
- Apollon. Die Wandlung seines Bildes in der griechischen Kunst.  Frankfurt, Klostermann 1943
- Prometheus. Aischylos. Übertragung und Nachwort. Paderborn, Schöningh 1964
- Sophokles. König Ödipus, griechisch und deutsch.  Göttingen, Vandenhoeck u. Ruprecht 1969
- Pindar. Übertragung, Einführung und Erläuterungen.  Tübingen, Stauffenburg-Verlag 1997. ISBN  3-86057-182-6
- Homerische Hymnen. Übertragung, Einführung und Erläuterungen; hrsg. von Gerd von der Gönna und Erika Simon, Tübingen, Stauffenburg-Verlag 2002. 2. Auflage 2010. ISBN  3-86057-187-7. ISBN 978-3-86057-187-3